# Tidal Basin (Washington, DC)
A Tidal Basin (em português:  Bacia das Marés) é uma enseada adjacente ao rio Potomac, em Washington, D.C. que faz parte do West Potomac Park e é cercada pelo Jefferson Memorial e Franklin Delano Roosevelt Memorial. A bacia abrange cerca de 107 hectares (0,43 km²) e tem cerca de 3 m de profundidade. O conceito de uma lagoa artificial em Washington, DC surgiu em 1880 para servir como área de lazer e eclusa para o Canal de Washington. Peter Hains Conover, um engenheiro do Exército dos EUA, projetou e supervisionou a construção da lagoa. 

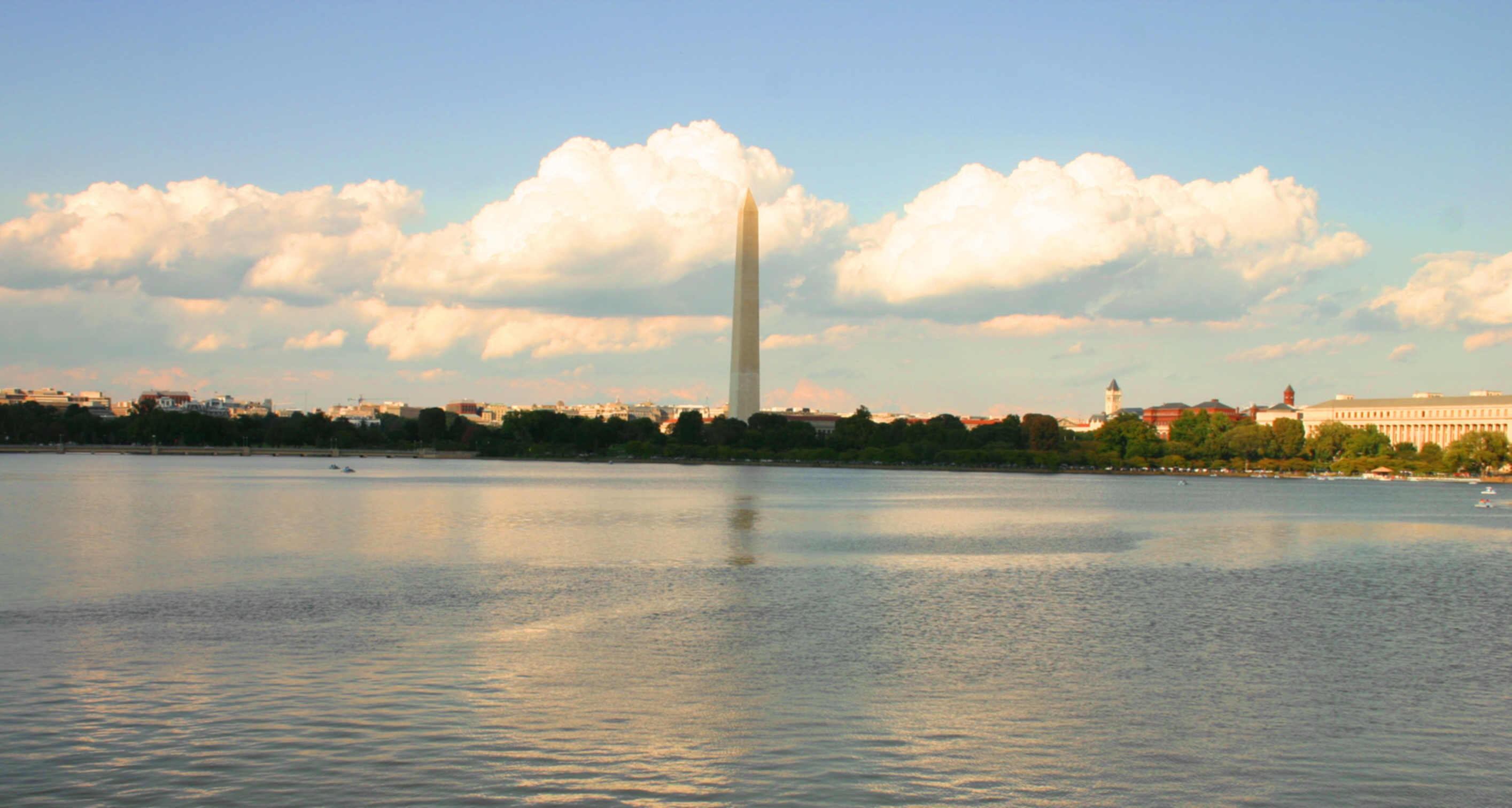
Tidal Basin à tarde.

A bacia é projetada para liberar 250 milhões de galões de água captada na maré alta, duas vezes por dia. Os portões permitem a entrada de água na bacia durante a maré alta filtrando o canal de Washington. 

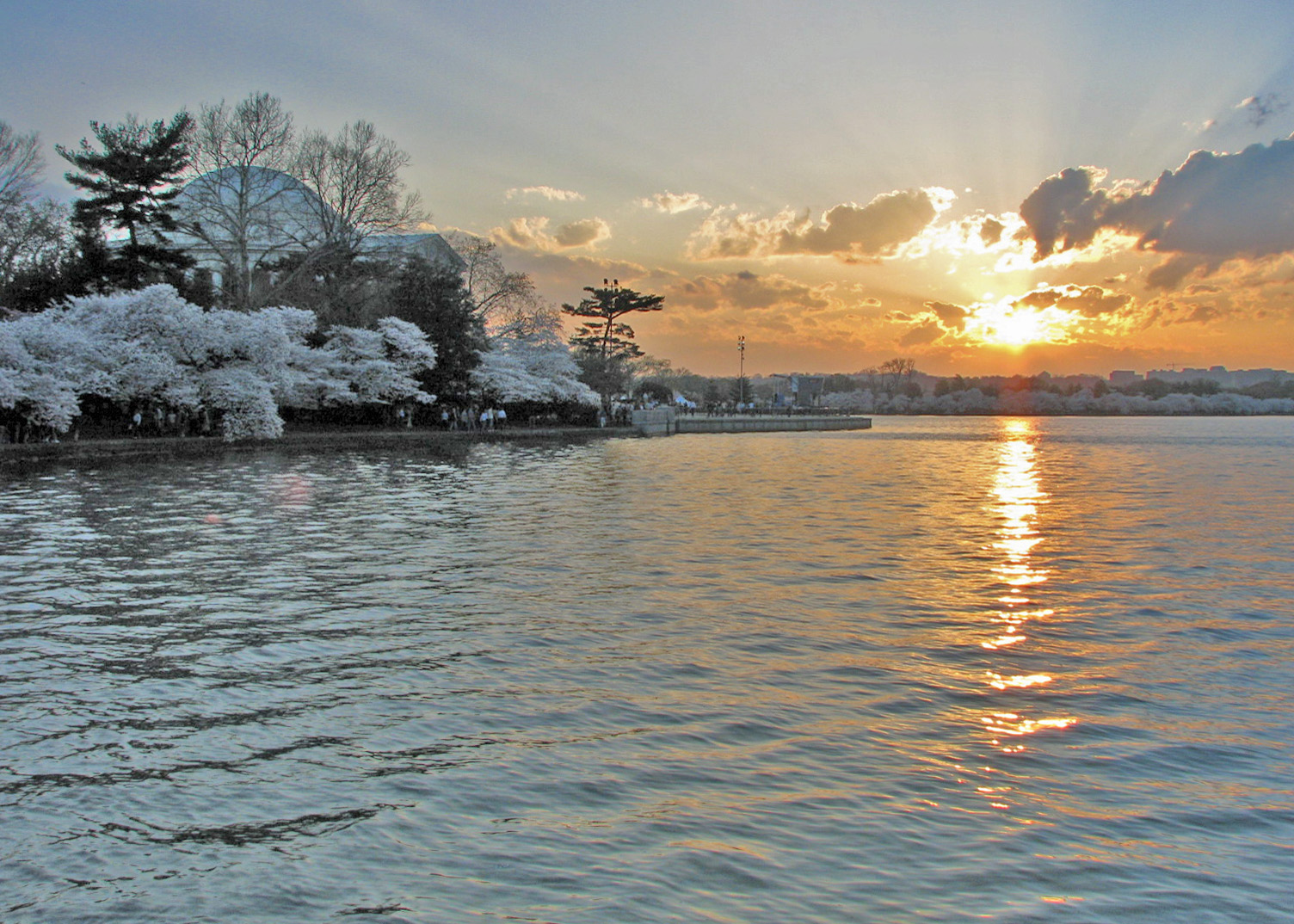
Pôr-do-sol na Tidal Basin.

## Mídia
A Tidal Basin foi palco de um escândalo envolvendo o presidente da Câmara dos Representantes dos Estados Unidos da América, o deputado Wilbur Mills com uma stripper argentina conhecida como Fanne Foxe. O carro de Mills foi parado por um agente policial por não estar com as luzes ligadas. Mills estava embriagado e sua acompanhante Fanne Foxe saltou para a Tidal Basin. Apesar do escândalo, ele foi reeleito ao Congresso, em Novembro de 1974 com 60% dos votos. Ele não tentou a reeleição em 1976. 